# فرایند اورنستین-یولنبک

شبیه‌سازی با θ = ۱٫۰, σ = ۳۰۰ و μ = (۰, ۰). ابتدا در موقعیت (۱۰, ۱۰) ذره تمایل به حرکت به نقطه مرکزی μ را دارد.

شبیه‌سازی 3D با θ = ۱٫۰, σ = ۳۰۰, μ = (۰, ۰, ۰) و موقعیت اولیه (۱۰, ۱۰, ۱۰).

در ریاضیات فرایند اورنشتاین-اولنبک (برگرفته شده از نام لئونارد اورنشتاین و جرج اولنبک) فرایند تصادفی است که به‌طور کلی سرعت توده‌ای از ذرات برونی تحت تأثیر اصطکاک را توصیف می‌کند. این فرایند، فرایند گاوس–مارکف (فرایندی با مشخصات گوسی و مارکوف) ایستا بوده و تنها فرایند غیرجزئی است که سه شرط فرایندهای گاوسی-مارکوف را ارضا کرده و تبدیلات خطی فضا و زمان را ممکن می‌سازد. در طول زمان این فرایند به میانگین طولانی مدت خود میل می‌کند: به این فرایندها، بازگشت به میانگین می‌گویند.
این فرایند را می‌توان به عنوان تبدیلی از قدم زدن تصادفی در زمان پیوسته، یا فرایند وینر دانست که در آن خواص به گونه‌ای تغییر کرده‌است که قدم زدن و بازگشت به سمت محل مرکزی تمایل داشته و هرچه فاصله از این مرکز بیشتر باشد، شدت تمایل نیز بیشتر خواهد شد. فرایند اورنستین-یولنبک را نیز می‌توان به عنوان آنالوگ پیوسته-زمان فرایند گسسته-زمان AR(1) در نظر گرفت.

## نمایش توسط تساوی دیفرانسیلی تصادفی
فرایند اورنشتاین-یولنبک Xt تساوی دیفرانسیلی تصادفی زیر را ارضا می‌کند:
{\displaystyle dx_{t}=\theta (\mu -x_{t})\,dt+\sigma \,dW_{t}}
که در آن {\displaystyle \theta >0} با {\displaystyle \mu } و {\displaystyle \sigma >0} پارامترها بوده و {\displaystyle W_{t}} نشان دهنده فرایند وینر است.
نمایش بالا را می‌توان به عنوان تعریف اصلی فرایند اورنستین-یولنبک دانست و که به عنوان مدل واسیک نیز معرفی می‌گردد.

## فوکر–پلانک معادله نمایندگی
تابع دانسیته احتمال (ƒ(x, t فرایند اورنشتاین-اولنبک تساوی فوکر-پلانک را مرتفع می‌کند:
{\displaystyle {\frac {\partial f}{\partial t}}=\theta {\frac {\partial }{\partial x}}[(x-\mu )f]+{\frac {\sigma ^{2}}{2}}{\frac {\partial ^{2}f}{\partial x^{2}}}}